# Тип 89 (БМП)
Mitsubishi Type 89 IFV (яп. 89式装甲戦闘車) (панцирна бойова машина зразка 89) — бойова машина піхоти Сухопутніх Сил Самооборони Японії компанії Mitsubishi. Безпосередньо виробництвом машин займалась компанія Komatsu Limited. Розробка машини розпочалась 1980 і до 1984 було виготовлено 4 прототипи, доробка яких тривала два роки. Контракт 1989 передбачав будівництво 300 машин. З розвалом СРСР замовлення зменшили і на 1999 у Силах Самооборони знаходилось 58 машин. У наступні два роки купили ще 3 БМП. На 2014 було виготовлено 120 машин.

## Конструкція
Корпус БМП зварений з сталевих плит, носова частина має елементи композитної броні. Ходова частина закривається кумулятивними екранами. Дизель 6SY31WA потужністю 600 к.с. розміщений у корпусі спереду ліворуч, а праворуч розміщується водій. Він має три фіксовані перископи, один з яких можна замінити приладом нічного бачення. Посеред корпусу встановлено двомісну вежу з 35-мм гарматою Oerlikon Contraves, що випускається в Японії за ліцензією. Вона має подвійне управлінням командира і стрільця. З гарматою спарений 7,62-мм кулемет типу 74. Праворуч і ліворуч вежі встановлено ПТКР Тип 79 Jyu-MAT, які перезаряджають вручну, та по три димові гарматки. У задній частині машини можуть розміститись 6 танкових гренадерів, один з яких сидить за водієм, маючи окремий люк з двома перископами, а решта користуються двома дверима у кормовій частині. У бортах, кормі розміщені 7 амбразур з для ручної зброї десанту, що встановлюється у сферичний шарнір з великим кутом обстрілу і перископом.

## Галерея

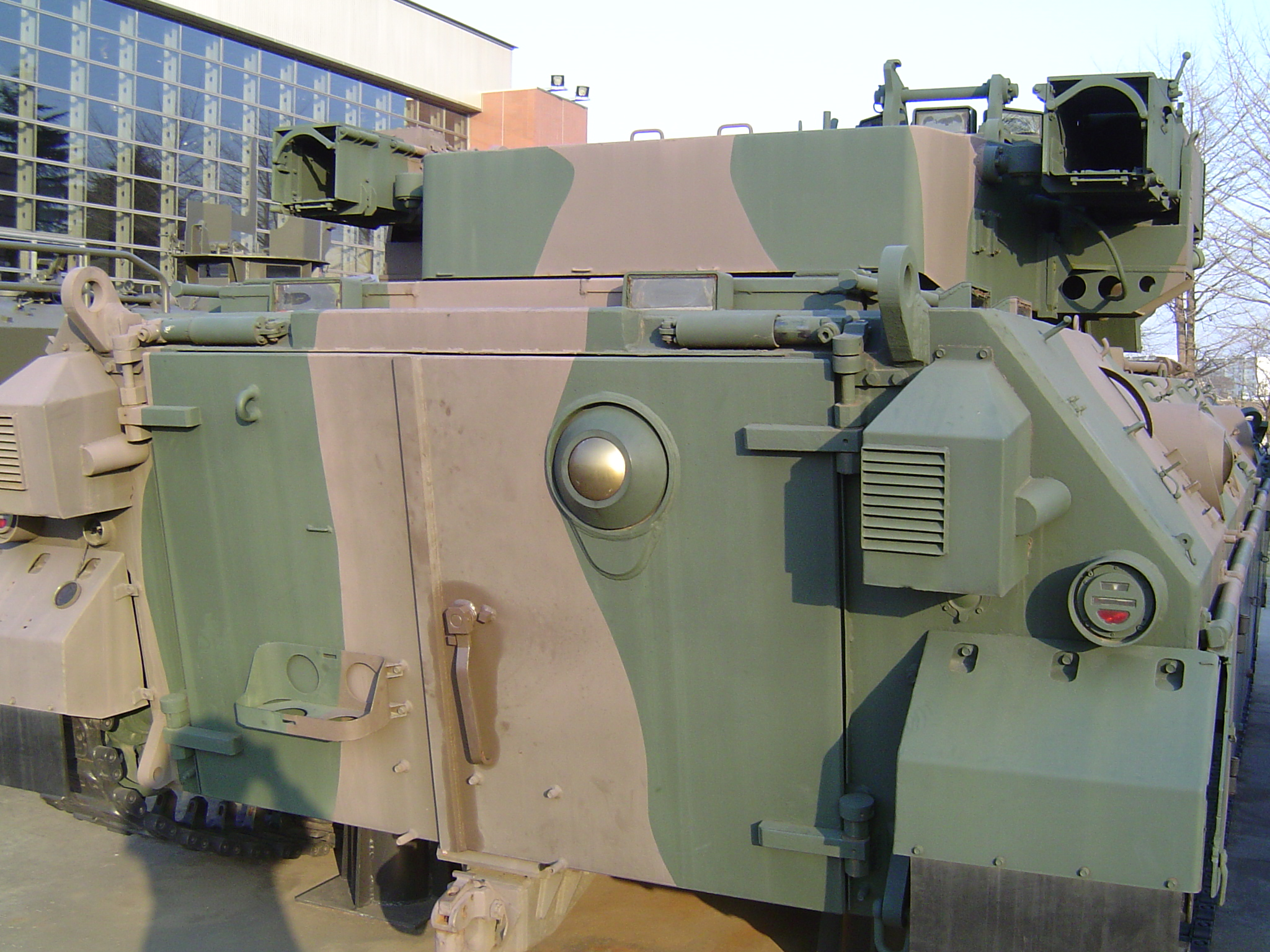
Двері відділення десанту
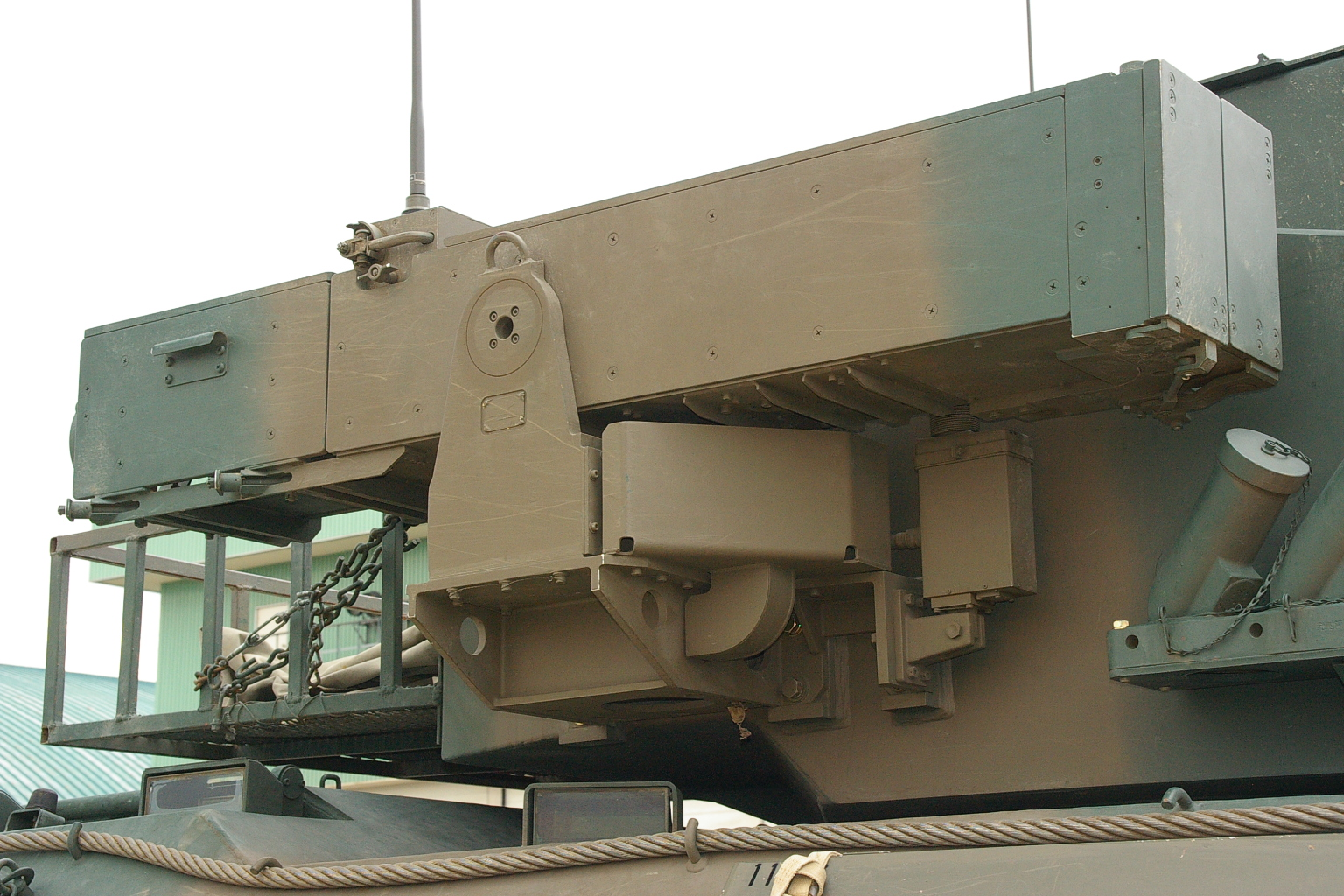
Контейнер ПТКР
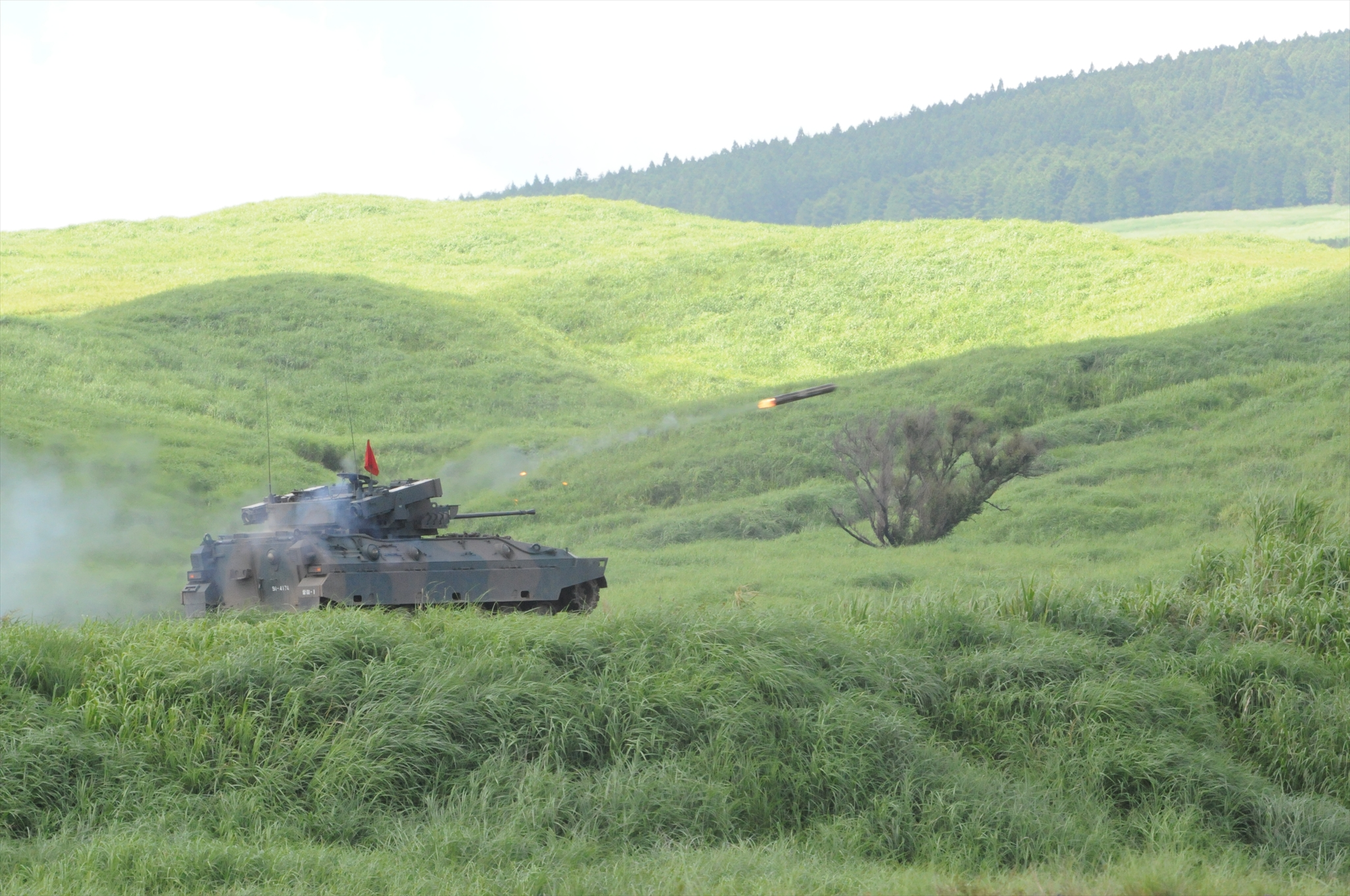
Стрільба ПТКР
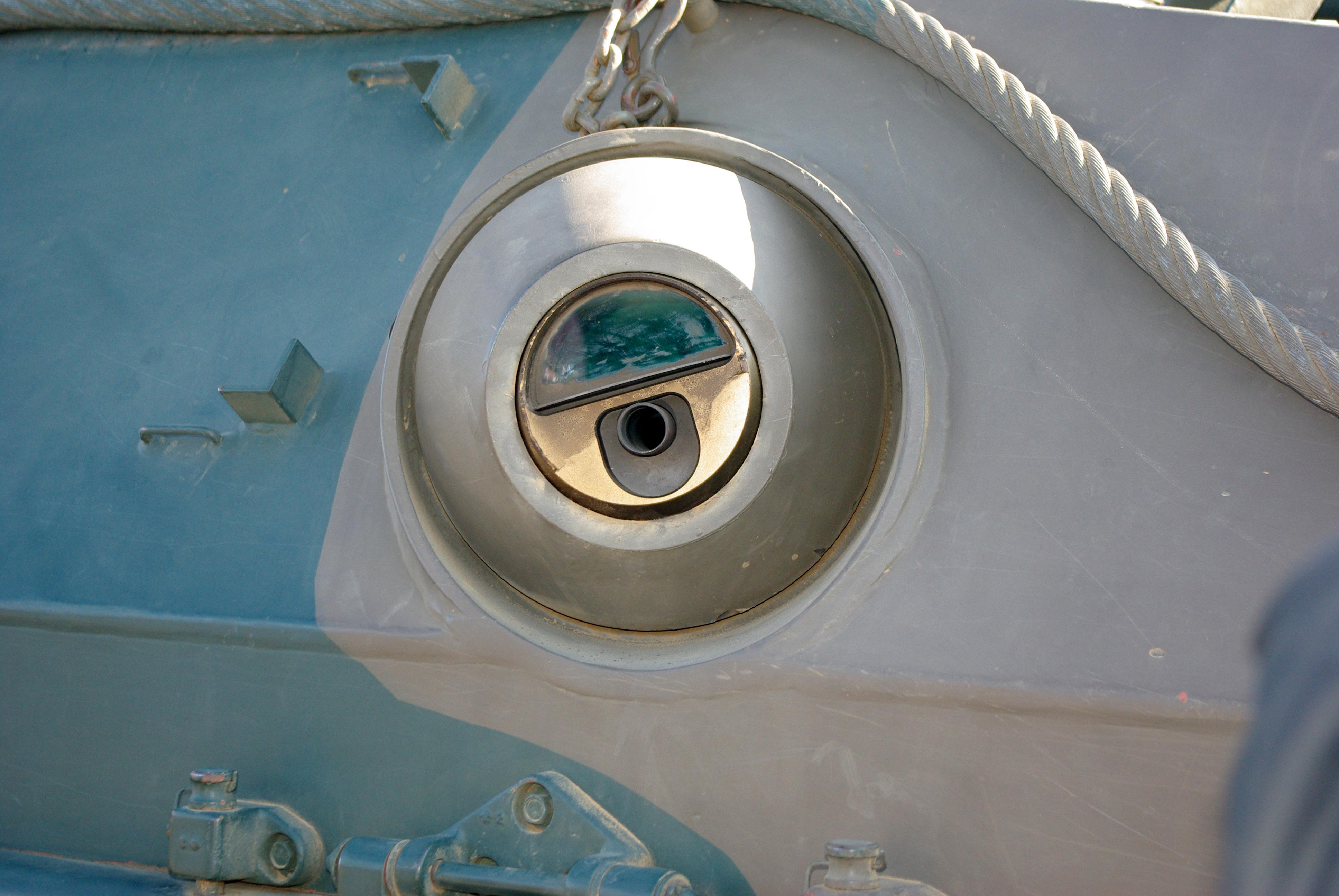
Сферична амбразура
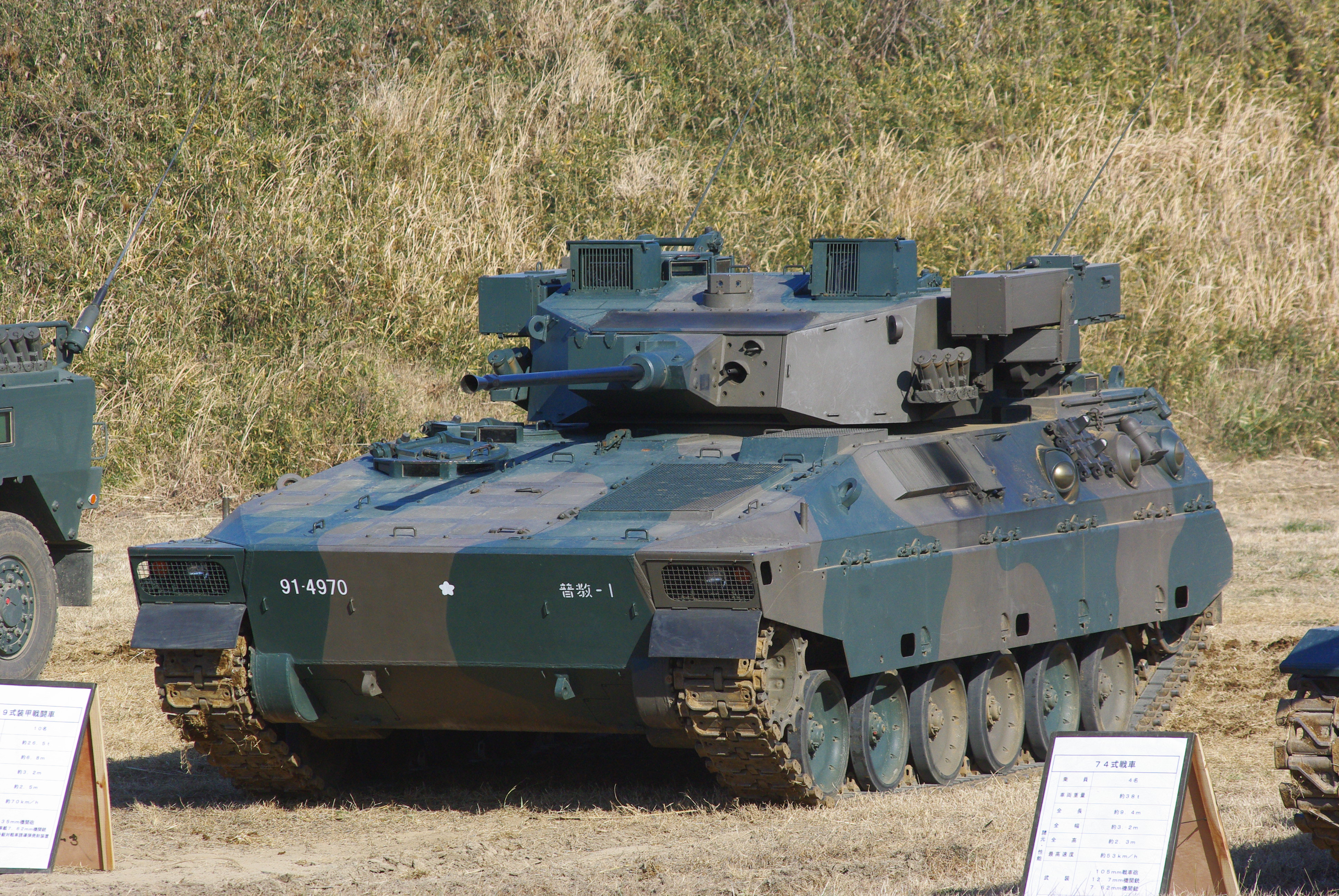
Mitsubishi Type 89 IFV